# Музей М. М. Бахтина
Музей М. М. Бахтина — музей Михаила Михайловича Бахтина (1895—1975) русского философа, культуролога, теоретика европейской культуры и искусства.

## Описание
20 сентября 2005 года, во время проходившего в Орле Всемирного конгресса бахтиноведов, на  улице Горького открылся музей — первый в мире памятник (музей) орловцу М. М. Бахтину мыслителю XX века. Музей размещён в здании, построенном на том месте, где находилась бывшая усадьба отца философа Михаила Николаевича Бахтина. Орёл для Бахтина был городом детства, в котором он прожил 11 лет. Экспозиция музея рассказывает о детских годах жизни, учёбе в Вильне (ныне Вильнюс), Одессе, Петербурге, о начале его трудовой жизни в городе Невеле, где он преподавал в Единой трудовой школе историю и социологию. Представлены личные вещи, фотопортреты, выполненные А. Л. Лессом, также портреты близких друзей, книги, материалы о его высылке и жизни в Казахстане. В стенах музея экспонируются работы многих современных художников. Здесь же находится Международный научно-просветительный центр М. М. Бахтина. В залах музея устраиваются музыкально-литературные вечера, проводят лекции искусствоведы, философы.